# Budgetierung (Gesundheitswesen)
Im deutschen Gesundheitswesen bezeichnet die Budgetierung eine Maßnahme, die gesetzlich festlegt, dass pro Kalenderjahr in einem bestimmten Ausgabenbereich für alle Versicherten der Gesetzlichen Krankenversicherung (GKV) nur eine Geldmenge ausgegeben werden darf, die derjenigen des Vorjahres entspricht und um den Prozentsatz der Grundlohnsummensteigerung angepasst werden kann (Einnahmenorientierte Ausgabenpolitik). Um dies zu erreichen, gilt der Grundsatz der Beitragssatzstabilität: Steigende Ausgaben der gesetzlichen Krankenkassen sollen dadurch begrenzt werden. 

## Vertragszahnärztliche Budgetierung
Im zahnärztlichen Bereich wird das kassenindividuelle Budget in jedem Bundesland aus der Multiplikation der Mitgliederzahl einer Krankenkasse mit einem kassenindividuellen Pro-Kopf-Betrag errechnet. Dieser Betrag ergibt die Gesamtvergütungsobergrenze (= offizielle Bezeichnung der Budgetierung), die nicht überschritten werden darf. Das Regulierungsinstrument das dafür zu sorgen hat, ist der Honorarverteilungsmaßstab (HVM). Der HVM bewirkt entweder eine Absenkung der Leistungsmenge oder der Honorare. Zum 1. Januar 2013 erfolgte eine Änderung durch das GKV-Versorgungsstrukturgesetz (GKV-VStG), wonach ein „Reset“ der Gesamtvergütung erreicht werden soll. Das kassenindividuelle Budget 2013 wird aus dem ab 2013 für alle Krankenkassen in einem Bundesland einheitlichen Punktwert, der mit dem im Jahr 2012 bei jeder Krankenkasse abgerechneten Leistungsvolumen in Punkten multipliziert wird, errechnet. Dadurch wird die abgerufene Leistungsmenge zahnärztlicher Leistungen einmalig vollständig gegenfinanziert. Die Verwerfungen, die seit 1993, dem Einführungsjahr der Budgetierung, entstanden waren, sollen dadurch beseitigt werden. Die Verwerfungen entstanden beispielsweise durch Mitgliederwanderungen unter den Krankenkassen, Krankenkassenfusionen und Öffnung früherer geschlossener Krankenkassen. Budgetüberschreitungen sollen zukünftig vermieden bzw. reduziert werden, indem die bisher geltende strikte Anpassungsobergrenze, die Grundlohnsummenveränderungsrate, nicht mehr alleiniges Kriterium zukünftiger Anpassungen sein wird: 

„In der vertragszahnärztlichen Versorgung vereinbaren die Vertragsparteien des Gesamtvertrages die Veränderungen der Gesamtvergütungen unter Berücksichtigung der Zahl und Struktur der Versicherten, der Morbiditätsentwicklung, der Kosten- und Versorgungsstruktur, der für die vertragszahnärztliche Tätigkeit aufzuwendenden Arbeitszeit sowie der Art und des Umfangs der zahnärztlichen Leistungen, soweit sie auf einer Veränderung des gesetzlichen oder satzungsmäßigen Leistungsumfangs beruhen.“

Die vereinbarte Gesamtvergütung des Jahres 2013 ist die Ausgangsbasis für zukünftige Vertragsverhandlungen mit den einzelnen Krankenkassen und Krankenkassenverbänden.

## Vertragsärztliche Budgetierung
Mit dem GKV-Modernisierungsgesetz vorbereitet und zum 1. April 2007 durch das GKV-Wettbewerbsstärkungsgesetz weiterentwickelt, wird durch eine grundlegende Reform der vertragsärztlichen Vergütung das bisher budgetierte Finanzvolumen für ärztliche Leistungen von der Steigerung der Grundlohnsumme abgekoppelt und das bisher von floatenden Punktwerten geprägte Honorarsystem abgelöst durch eine Euro-Gebührenordnung. 

## Krankenhausbudgetierung
Die Budgetierung im Rahmen der Krankenhausvergütung sollte nach der Einführung der Diagnosis Related Groups (DRG) zum Ende der Konvergenzphase in 2009 enden. 

## Arzneimittelbudgetierung
Das Arzneimittelbudget-Ablösungsgesetz (ABAG) des Jahres 2001 schaffte die Budgets für Heil- und Arzneimittel ab, Kostenbegrenzungen in diesem Bereich erfolgen unter anderem mittels Richtgrößen, Richtgrößenvolumen, Richtgrößenprüfung, Regress und Arzneimittel-Zielvereinbarungen.

## Auftretende Probleme
Es kommt bei diesem planwirtschaftlichen Instrument häufig am Ende eines Jahres vor, dass die geplanten Ausgaben (Gesamtvergütung) bereits aufgebraucht sind, auch wenn Ärzte versuchen, unnötige Ausgaben zu vermeiden. Gründe dafür sind das Morbiditätsrisiko und die Inzidenz von Erkrankungen in der Bevölkerung (z. B. Grippewellen, Epidemien), die sich nicht nach wirtschaftlichen Daten richten. Ärzte behandeln in diesen Fällen dringende Fälle unverändert, tragen jedoch die Behandlungsmehrkosten selbst. Ggf. werden aufschiebbare Behandlungen ins nächste Kalenderjahr verschoben.
Patienten können sich in dringenden Fällen vom Hausarzt eine Überweisung mit Code geben lassen und sind damit berechtigt über die Kassenärztliche Vereinigung einen freien Arzttermin suchen zu lassen. Damit dauert es aber im September 2023 in Berlin immer noch knapp einen Monat bis zum frühesten möglichen Termin für eine Magenspiegelung.

## Geschichte
Die Budgetierung der Behandlungsausgaben wurde in Deutschland 1993 eingeführt. Die Ausgaben der gesetzlichen Krankenkassen für Verwaltung, Werbung und so genannte „Gesundheitsförderungsangebote“ (z. B. Koch-, Tanzkurse o. ä.) waren hingegen keiner Reglementierung unterworfen und steigerten sich entsprechend. 2004 wurden im sogenannten GKV-Modernisierungsgesetz Maßnahmen eingeführt, die zur Dämpfung dieser Kosten führen sollten. 
Weitere Maßnahmen zur Kostendämpfung sind beispielsweise Degression, Niederlassungssperren für Ärzte, die sogenannte Praxisgebühr, die zu einer niedrigeren Frequenz von Arztbesuchen führen sollte, die Herausnahme oder Einschränkung von Leistungen aus dem Leistungskatalog der GKV (z. B. im zahnärztlichen Bereich: seit 1. Januar 2004 Verschärfung der Richtlinien (z. B. bei Wurzelkanalbehandlungen), Begrenzung der Abrechenbarkeit von BEMA-Leistungen (z. B. Leistungsziffer 107 Zahnsteinentfernung einmal pro Kalenderjahr berechenbar), Einführung der Festzuschüsse für Zahnersatz).